# 康拉德·科塔克
康拉德·科塔克（Conrad Phillip Kottak）（1942年10月6日—，美國喬治亞州亞特蘭大）是一位美國人類學家。科塔克從事田野工作的地點遍及世界各地，包括巴西（1962年起）、馬達加斯加（1966年起）與美國。他的主要研究興趣，在於地方文化如何被整合（以及抗拒整合）進入較大的體系中。這項興趣將他早年對非洲與馬達加斯加的生態與國家形成的研究，連結到最近關於全球化變遷、國家與國際文化，以及大眾傳播媒體的研究。他目前是密西根大學的人類學教授，他從1968年起在該校任教。他相信許多美國的傳說故事，例如星艦奇航記、星際大戰與感恩節的故事，已發展成一種神話，有朝一日可與希臘神話、羅馬神話相提並論，或者是現在的一些故事被認為是神話。
科塔克因其學術工作成就，獲頒多項殊榮：1992年他榮獲密西根大學文學、科學與藝術學院的傑出教學獎。1999年，美國人類學會頒給科塔克教授「麥費德獎」，表彰他在人類學教學的傑出表現。2005年榮膺美國人文與科學學院院士。2008年榮膺美國國家科學院院士。

## 科塔克所撰寫的書籍
- 《馬達加斯加：社會與歷史》(Madagascar: Society and History) (1986)
- 《研究美國文化：對人類學學生的指引》(Researching American Culture: A Guide for Student Anthropologists)(1982)
- 《過去與現在：馬達加斯加高地的歷史、生態與文化》(The Past and Present: History, Ecology, and Cultural Variation in Highland Madagascar) (1980)
- 《黃金時段社會：從人類學分析電視與文化》(Prime-Time Society: An Anthropological Analysis of Television and Culture)(1990)
- 《對於天堂的侵犯：一個巴西鄉村的社會變遷》(Assault on Paradise: Social Change in a Brazilian Village) (2006)
- 《人類學：人類多樣性的探索》(Anthropology: The Exploration of Human Diversity) 與《文化人類學》(Cultural Anthropology) (2009)（中文版由美商麥格羅希爾公司出版，ISBN 9789861576459）
- 《體質人類學與考古學》(Physical Anthropology and Archaeology) (2009)
- 《人類的視窗：人類學概論》(Window on Humanity: A Concise Introduction to Anthropology )(2008)
- 《論差異：北美主流社會的多樣性與多元文化主義》(On Being Different: Diversity and Multiculturalism in the North American Mainstream) （與Kathryn A. Kozaitis合著） (2003)

## 引用文獻
1. ↑  [永久]
2. ↑  U-M  anthropologist elected to National Academy of Sciences. （页面存档备份，存于） University of Michigan News Service. May 1, 2008.